# Archaeologia luxemburgensis
Archaeologia luxemburgensis – Bulletin du Centre national de recherche archéologique (Abkürzung AL) ist eine Zeitschrift des Centre national de recherche archéologique (Nationalen Forschungszentrums für Archäologie) in Luxemburg.
Die wissenschaftliche Zeitschrift, die aber auch auf ein breiteres Publikum ausgelegt ist, erscheint seit 2014 regelmäßig einmal im Jahr und enthält stets auch den Jahresbericht des Centre national de recherche archéologique (Nationales Forschungszentrum für Archäologie). Redaktionssekretär ist der Archäologe François Valotteau. Alle bisherigen Bände der Reihe, seit Oktober 2014, sind im A4-Format erschienen.
Ziel der Archaeologia luxemburgensis ist es vor allem, die Ur- und Frühgeschichte einschließlich der Provinzialrömischen Archäologie sowie der Archäologie des Mittelalters und der Neuzeit mit Schwerpunkt Luxemburg einem breiten Publikum näherzubringen und dieses für die Belange der Archäologie zu sensibilisieren.

## Publikationen
- Centre national de recherche archéologique [CNRA] (Hrsg.): Archaeologia Luxemburgensis. Vol. 1. Luxemburg 2014, ISBN 978-2-87985-329-1 (Beispielartikel (Memento vom 6. November 2014 im Internet Archive) [PDF; 2,3 MB]).